# 베르시 공원

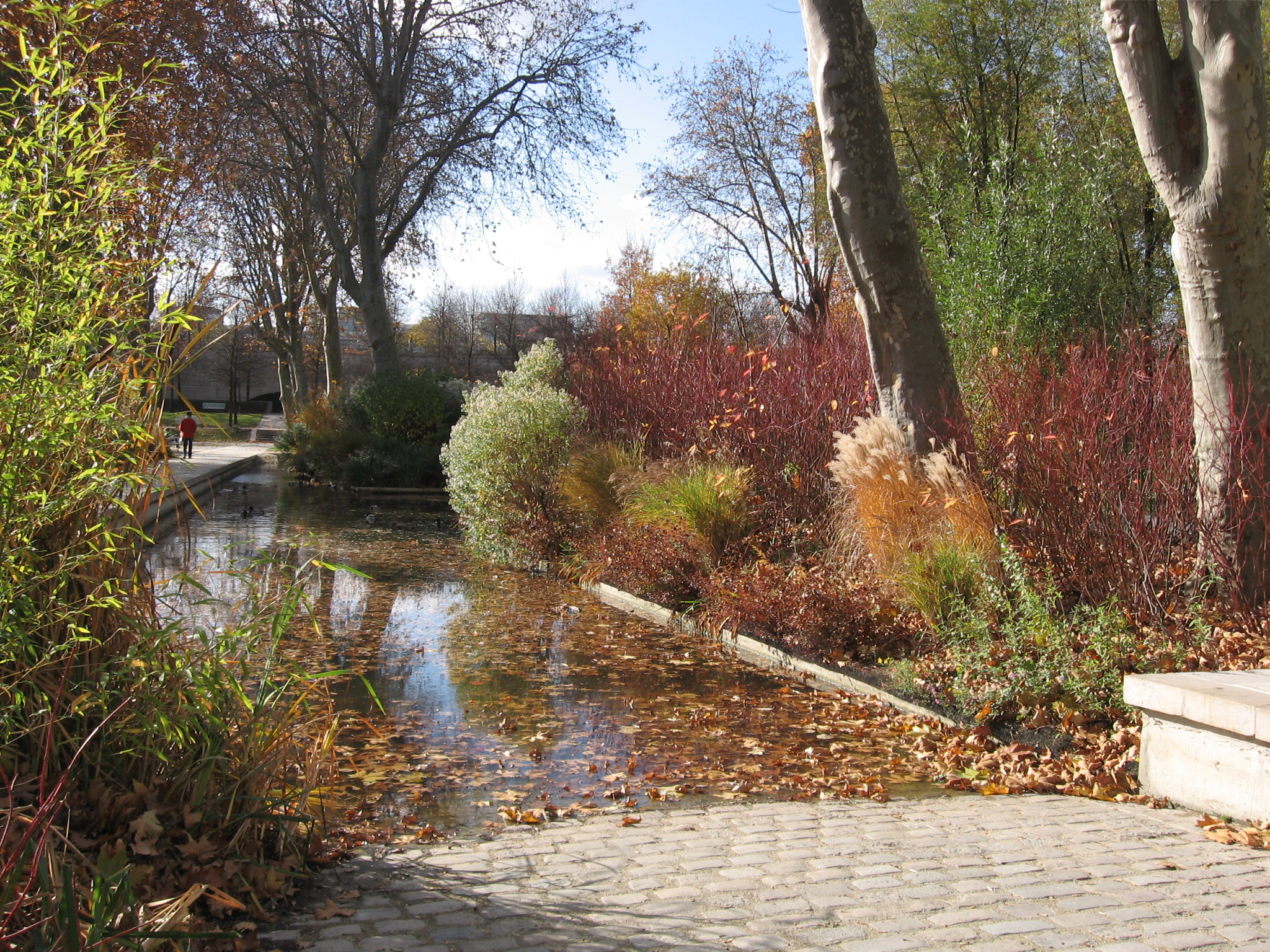
베르시 공원의 모습

베르시 공원(프랑스어: Parc de Bercy)은 프랑스 파리 12구에 위치한 공원이다.

Parc de Bercy, Paris.